# Fran Ulmer

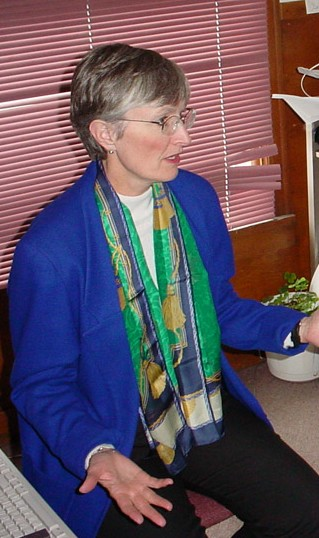

Frances "Fran" Ulmer (1 de fevereiro de 1947) é uma política norte-americana. Foi a nona vice-governadora do Alasca, sendo a primeira a mulher a ocupar tal cargo, entre os anos de 1994 a 2002.